# Bacsa Ildikó
Bacsa Ildikó (1969. szeptember 7. –) magyar színésznő.

## Életpályája
1969-ben született. A debreceni Kossuth Lajos Gimnáziumban érettségizett. 1987-1991 között a Színház- és Filmművészeti Főiskola hallgatója volt. 1991-1993 között a kaposvári Csiky Gergely Színház tagja volt. 1993-1995 között szabadúszó volt. 1995-1996 között a Radnóti Színház, 1996-2000 között a Szegedi Nemzeti Színház színésznője volt. 2000-2009 között a Budapesti Kamaraszínház tagja volt. 2009-2015 között családjával a dániai Thisted városában élt, ahol pedagógus diplomát szerzett. 2015-től szabadúszóként dolgozik.

## Fontosabb színházi szerepei
- Bernard Malamud: A segéd... Helen Bober, a fűszerkereskedő lánya
- Federico García Lorca: Yerma... Yerma
- Bertolt Brecht: A kaukázusi krétakör... Gruse
- Anton Pavlovics Csehov: Sirály... Nyina
- Anton Pavlovics Csehov: A mano... Julecska
- Anton Pavlovics Csehov: Három nővér... Mása
- Nyikolaj Vasziljevics Gogol: Háztűznéző... Agafja Tyihonovna
- Szabó Magda: Fanni hagyományai... Fanni
- Sultz Sándor: A várakozóművész... Margit
- Fábri Péter: Az élő álarc... Anna
- Bertolt Brecht - Kurt Weill: Koldusopera... Vivien; Polly
- Szép Ernő: Lila ákác... Tóth Manci
- Edmond Rostand: Cyrano de Bergerac... Roxane
- Csukás István: Utazás a szempillám mögött... Anya; Hangya
- Déry Tibor - Presser Gábor - Pós Sándor - Adamis Anna: Képzelt riport egy amerikai popfesztiválról... Eszter
- Alan Ayckbourn: Időzavar... Helena (Hugi)
- Erich Kästner: A két Lotti... Anya
- Eugene O’Neill: Párbajhős... Deborah
- Graham Greene - Giles Havergal: Utazás nénikémmel... Miss Keene; Tooley; Dolly	; Spanyol nő a hajó; Yolanda
- Terence McNally: Frankie és Johnny... Frankie
- August Strindberg: A pelikán... Gerda, Elise lánya
- Jean Racine: Bereniké... Bereniké
- Roland Schimmelpfennig: Push Up 1-3. ... Sabine
- Lev Nyikolajevics Tolsztoj: Anna Karenina... Dolly
- Sándor János: tükörjáték... Elíz
- Le Sage: A pénzes zsák... A bárónő
- Robert Thomas: Nyolc nő... Pierrette
- Kárpáti Levente: A Caligula-klán... Caesonia
- Peter Quilter: Csalogány család... Maggie
- Peter Quilter: Mennyei hang... Mrs. Verrinder-Gedge
- Győri L. János - Győri Katalin: Menekülők... Lippainé, Somogyi Anna
- Annegrete Kraul: Két magas nő meg Ő... Vikke
- Cziczó Attila: Annuska2.0 ... Annuska/Színházisz Akma
- Móricz Zsigmond: Rokonok... Lina

## Műfordításai
- Annegrete Kraul: Két magas nő meg Ő (RS9 Színház)

## Filmes és televíziós szerepei
- Kisváros (1998) ...Krisztina
- A boldogság színe (2003)
- Egy rém rendes család Budapesten (2006-2007)
- Tűzvonalban (2009-2010) ...Renáta
- Nyitva (2018) ...Negyvenes nő
- Mintaapák (2020) ...Banki ügyintéző
- Barátok közt (2021) ...Dr. Kiss Antónia
- Oltári történetek (2021) ...Szabina
- Ki vagy te (2023) ...Benzinkutas
- A mi kis falunk (2024) ...Ügyintéző